# Intent de cop d'estat a Espanya de 1982
La conspiració colpista per al 27 d'octubre de 1982 que es va produir a Espanya, va ser desmantellada a principis del mes d'octubre i encara que es va informar d'aquesta, es va minimitzar, amb la col·laboració dels principals mitjans de comunicació per no produir alarma social. Aquest pla per a executar un cop d'estat militar amb prou feines no va afectar la campanya electoral de les eleccions generals espanyoles de 1982 previstes per al 28 d'octubre, en la qual va vèncer el PSOE, quedant pràcticament en l'oblit.

## El pla
El pla, amb la clau "MN", possiblement en relació amb el Moviment Nacional, consistia a preparar diverses accions violentes contra personalitats progressistes, autonomistes i d'esquerres, per a posteriorment culminar amb una gran explosió en un bloc d'habitatges militars de Madrid. Se'n culparia ETA i la ineficàcia en la lluita contra el terrorisme, i això justificaria la intervenció militar.
El cop es duria a terme el 27 d'octubre, vigília de les eleccions generals. A certa hora que no estava concretada, s'ocuparia l'Acadèmia d'Artilleria de Fuencarral on es trobava Milans del Bosch. Posteriorment es neutralitzaria la cadena de comandament ocupant la Capitania General de Madrid i el centre d'operacions de la Junta de Caps d'Estat Major. Es declararia l'estat de guerra i 80 comandos es disposarien en tres anells que envoltarien la capital, controlant totes les seus de poder, com el palau de la Sarsuela (residència del rei), la Moncloa (residència governamental), els ministeris, TVE, les emissores de ràdio. Per a tot això tenien assegurada la participació de la Unitat d'Helicòpters de Colmenar Viejo i les dues Companyies d'Operacions Especials (COES) de Madrid.

## Desmantellament
Els plans per al cop d'estat eren més precisos que els del 23 F. L'1 d'octubre, el ministre d'Interior Juan José Rosón va tenir coneixement de la conspiració. Després de valorar la situació tant el ministre d'Interior, com el president de govern Leopoldo Calvo Sotelo i altres responsables, com el director del CESID el general Emilio Alonso Manglano, es va decidir que era preferible intervenir ràpidament, sense aprofundir en la investigació, per evitar complicacions majors. Per això el dia 2 d'octubre, diumenge, a primera hora es va detenir als tres màxims implicats: els coronels d'Artilleria Luis Muñoz Gutiérrez i Jesús Crespo Cuspinera, i el germà d'aquest últim, el tinent coronel José Crespo Cuspinera, que van quedar incomunicats. Al seu torn, diversos condemnats pel 23 F van ser traslladats a altres presons, el principal, Jaime Milans del Bosch a la d'Algesires.
Les llistes implicaven prop de quatre-centes persones.
Consta que Jaime Milans del Bosch es va entrevistar amb el coronel Muñoz Gutiérrez, un dels tres implicats, a la presó de Fuencarral. Milans del Bosch seria alliberat i lideraria la resta d'accions del cop d'estat.
Els tres detinguts van ser processats, però no es va aprofundir en la investigació. L'estratègia del PSOE, que va guanyar les eleccions del 28 d'octubre per majoria absoluta, va ser minimitzar aquesta conspiració per intentar restablir relacions amb un exèrcit desconfiat.